# Iduvai
Iduvai es una ciudad censal situada en el distrito de Tirupur en el estado de Tamil Nadu (India). Su población es de 8006 habitantes (2011). Se encuentra a 9 km de Tirupur y a 38 km de Coimbatore.

## Demografía
Según el censo de 2011 la población de Iduvai era de 8006 habitantes, de los cuales 3984 eran hombres y 4022 eran mujeres. Iduvai tiene una tasa media de alfabetización del 73,39%, superior a la media estatal del 80,09%: la alfabetización masculina es del 80,55%, y la alfabetización femenina del 66,34%.